# 酱园弄杀夫案
酱园弄杀夫案又稱詹周氏杀夫、詹周氏杀夫案，是汪精卫国民政府時期發生在上海的一起兇殺案。1945年3月20日清晨，新昌路酱园弄85号二楼的女人詹周氏，用菜刀把被人称为“詹大块头”的丈夫詹云影砍死，并碎尸16块装在皮箱内。被人发现并报案后，詹周氏被警察局带走。当时上海的大小报纸铺天盖地予以报道，把詹周氏说成荡妇淫女，背后还有奸夫帮忙。当时，社会上主要有两种看法：一是认为詹周氏凶残无比，罪大恶极，死有余辜，杀人偿命，自古公道；另一种意见则认为詹周氏值得同情，詹云影劣迹斑斑，杀夫案事出有因，不过是处理方法不妥。同年5月3日，经审判，上海地方法院一审判处詹周氏死刑。1948年2月，法院把詹周氏由死刑改判为有期徒刑15年。

## 兇手
詹周氏是江苏丹阳人，案發時30岁。詹周氏是一位孤儿，原姓杜，后由周姓人家抚养，所以改名周春兰，9岁被养父带到上海，后被人卖到上海一家典当行。21岁時，典当行老板娘将周春兰许配给典当行的伙计詹云影为妻。此後周春兰改称詹周氏。婚后他们租住在酱园弄85号2楼的后楼。詹云影後来沉湎於赌博，婚后两个月丈夫就有外遇。此外詹云影經常毆打詹周氏。
1945年3月20日凌晨，喝過酒的詹云影回家。詹周氏告訴詹云影，准备变卖家中的大衣柜，然後拿錢開設一小摊维持生计，但卻遭到詹云影痛斥。詹云影睡著後，詹周氏拿起厨房间的菜刀將詹云影碎尸16塊。她把尸块放入皮箱内。由于皮箱内的鲜血沿着地板缝隙滴下去，被楼下的住戶发现而案发。
1948年後，詹周氏一直在提篮桥监狱女监服刑。1950年代以後，詹周氏又被移送到江苏大丰的上海农场服刑。詹周氏刑满释放后安置在上海农场川东分场就业，並且改名，姓氏仍然為周。1959年经人介绍，与一位严姓炊事员结婚。後來在托儿所工作，一直做到1981年退休。

## 改編

### 小说
台灣作家李昂以此案为原型创作了小说《杀夫》。

### 电影
杀夫又被人改编成同名电影《殺夫》。
陈可辛根據該案件改編成電影《酱园弄》。

### 電視劇
杀夫又被人改编成同名電視劇《殺夫》。